# SS Zunguru
Le SS Zunguru est un paquebot britannique construit à Middlesbrough par Sir Raylton Dixon & Co et lancé en 1904.

## Histoire
Lancé à Liverpool en 1904, le Zunguru navigue pour Elder Dempster Lines. De 1906 à 1909, il navigue pour la Compagnie maritime belge du Congo sous le nom de Bruxellesville, faisant la liaison Anvers - Matadi en remplacement du Léopoldville immobilisé par une avarie. Redevenu durant un an le Zunguru pour Elder Dempster Lines, il est vendu en 1910 à la Compagnie transatlantique espagnole qui le rebaptise Legazpi et le cède en 1931 à la Compagnie transméditerranéenne.
Bombardé par la force aérienne espagnole durant la guerre civile, le Legazpi s'échoue près de Benicàssim ; renfloué pour être envoyé à la ferraille à Sagonte, il est coulé par de nouvelles attaques aériennes le 19 mai 1937.